# 드라이브트레인

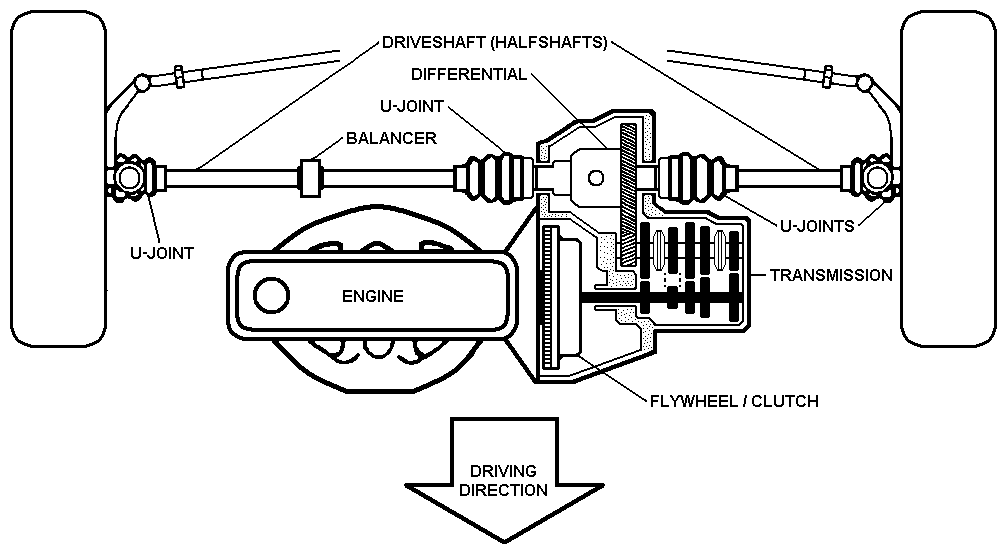
4륜 자동차의 엔진과 드라이브트레인

자동차 공학에서 드라이브트레인(drivetrain, 구동렬)은 구동 바퀴에 동력을 전달하는 모터비클의 부품들을 가리킨다. 여기에는 동력을 생산하는 엔진이나 모터를 제외된다.
이와 반대로, 파워트레인(powertrain, 전동 기구, 연쇄 전동 장치, 전동 장치, 구동 장치)은 드라이브트레인뿐 아니라 엔진 및 모터를 모두 아우르는 것으로 간주된다.
해양 분야에서 구동축은 프로펠러를 이용하는 반면 실제 엔진은 자동차 엔진과 매우 비슷하게 동작할 수 있다.

## 같이 보기
- 4륜구동
- 무한궤도
- 내연기관